# Ida Elise Broch

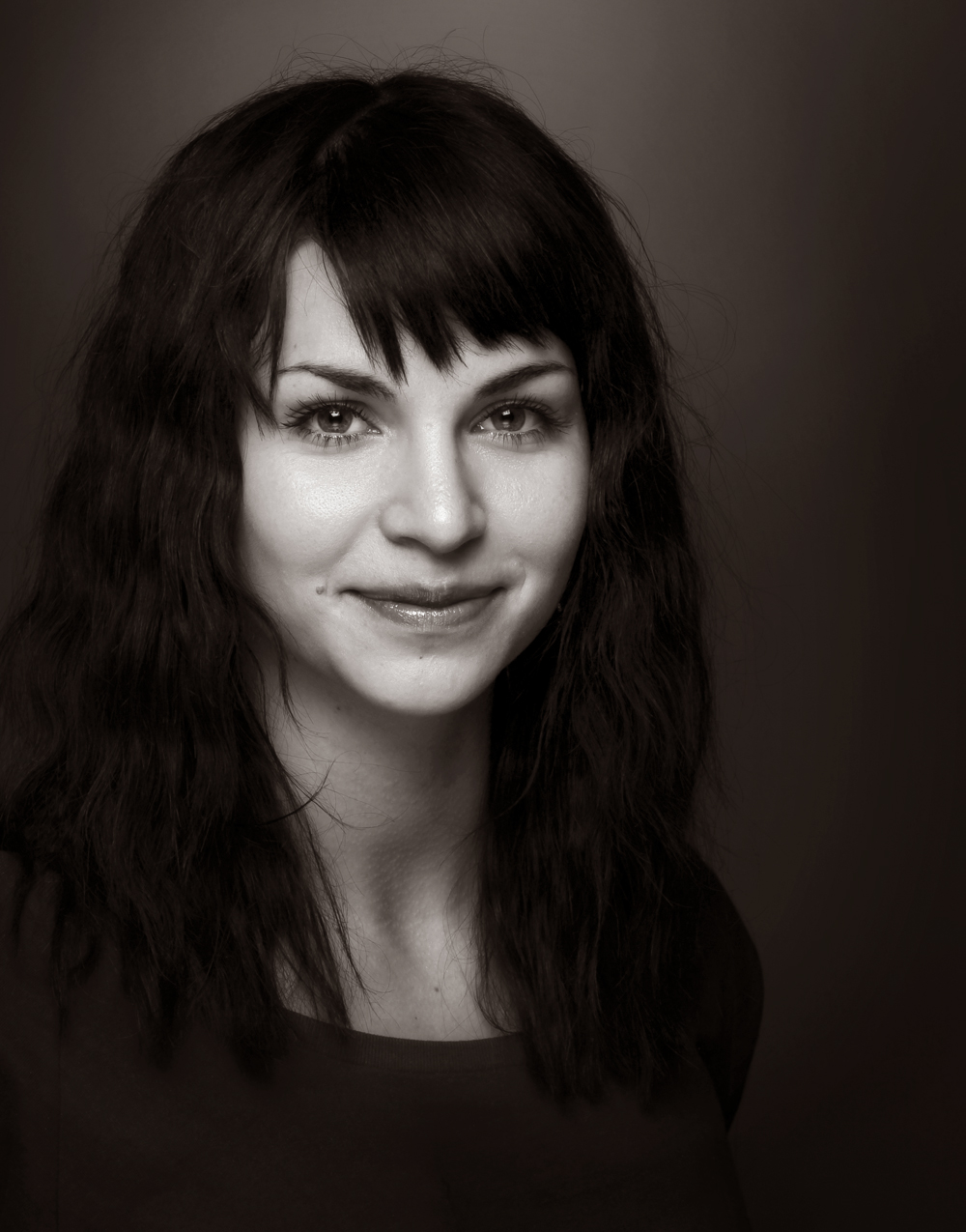
Ida Elise Broch an der Kunsthochschule Oslo 2012

Ida Elise Broch (* 25. Juni 1987 in Oslo) ist eine norwegische Schauspielerin.

## Leben und Karriere
Broch ist die Halbschwester von Nicolai Cleve Broch und Christian Cleve Broch. Broch spielte Catherine in dem Film Der Mann, der Yngve liebte und spielte eine Hauptrolle im Film Switch. Ebenso hatte sie eine Hauptrolle in der dritten Staffel der Netflix-Serie Lilyhammer.
Broch spielt Theater seit der Grundschule und studierte Theater an der Hartvig-Nissen-Schule und der Romerike Folkehøgskole. Sie verließ die Schule im Frühjahr 2007, um mit den Dreharbeiten für Der Mann, der Yngve liebte zu beginnen. Sie trat im Herbst 2008 der Norwegischen Nationalakademie für Theater bei.
Ab 2019 war Broch Hauptdarstellerin in beiden Staffeln der Netflix-Original-Serie Weihnachten zu Hause (Hjem til jul).

## Filmografie (Auswahl)
- 2006: Bakkeflyvere
- 2007: Switch
- 2008: Der Mann, der Yngve liebte (Mannen som elsket Yngve)
- 2008: Twende
- 2009: Amor
- 2010: Pax
- 2010: Zombie Driller Killer
- 2011: Dark Souls
- 2012: Conqueror
- 2013: Detective Downs
- 2014: Lilyhammer (Fernsehserie, 6 Folgen)
- 2014: The Third Eye
- 2014–2016: Det tredje øyet (Fernsehserie, 20 Folgen)
- 2015: Skyggene av byen – Pilot (Kurzfilm)
- 2016: Dilapidated (Kurzfilm)
- 2018: En natt (Fernsehserie, 5 Folgen)
- 2018: Mord auf Shetland (Shetland, Fernsehserie, Folge 4x03)
- 2019–2020: Weihnachten zu Hause (Hjem til jul, Fernsehserie, 12 Folgen)
- 2022: Fenris (Fernsehserie, 6 Folgen)
- 2022: Gulltransporten
- 2022: Ein Sturm zu Weihnachten (A Storm for Christmas, Fernsehserie, 5 Folgen)
- 2023: Munch

## Auszeichnungen
- 2015: Gullruten für die Rolle in Lilyhammer